# Stefan Blonk
Stefan Blonk is een Nederlands hoornist.
Blonk studeerde hoorn bij Ab Koster, Piet Schijf en Hermann Baumann. In zijn jeugd speelde hij in Hofstads Jeugdorkest. Tijdens zijn studie raakte hij zeer geïnteresseerd in het spelen op de 18de-eeuwse natuurhoorn, naast de ventielhoorn.

## Activiteiten
Op natuurhoorn speelt Blonk vast in het Orkest van de Achttiende Eeuw, tot 2014 onder leiding van Frans Brüggen, tijdens tournees en cd-opnamen.
Van 1986 tot 2014 was Blonk eerste hoornist van Het Gelders Orkest, waarbij hij onder andere speelde in bijna alle symfonieën van Gustav Mahler en Anton Bruckner. Hij was ook enkele keren solist bij dit orkest, onder andere in de Serenade van Benjamin Britten, Mozarts vierde hoornconcert en diens sinfonia concertante. Vanaf 2014 is hij freelance. Zo heeft hij meer tijd voor de natuurhoorn en kamermuziek.  Hij speelde onder meer enkele keren het trio voor viool, hoorn en piano van György Ligeti dat als zeer lastig bekendstaat, en het hoorntrio van Johannes Brahms met dezelfde bezetting. Ook speelt hij blaaskwintetten met collega's uit de oude muziek praktijk, en heeft een duo met Marjan de Haer voor hoorn en harp.
In 2015 nam hij een cd op met de natuurhoorn. Met werken van Beethoven,hoornsonate opus 17, Brahms trio opus 40 en Rossini (Centaur records). Riko Fukuda piano en Franc Polan viool. Sinds 2014 is hij tevens eerste hoornist van het Apollo ensemble. Ook speelde hij bij oude muziekgroepen als Anima Eterna Brugge van Jos van Immerseel (o.a. 1e hoorn tournee Australië en New York) ARCO Melbourne, Musica Eterna en vele anderen.
Sinds 1990 is Blonk hoofdvakdocent hoorn aan de Hogeschool voor de kunsten in Zwolle. Hij gaf verder masterclasses in Spanje, Brazilië en op het conservatorium van Amsterdam, zowel op de ventielhoorn als de natuurhoorn.
- Library of Congress Control Number: ns2013002184
- Virtual International Authority File: 305054064
- WorldCat: E39PBJf8wFMJMbjMf6gYCdFR8C